# إيكاسينا مانية
إيكاسينا مانية (الاسم العلمي:Icacina mannii) هي نوع من النباتات يتبع جنس الإيكاسينا من الفصيلة الإيكاسينية. سمي هذا النوع نسبةً إلى عالم النبات الألماني غوستاف مان.